# Emarginula conica
Emarginula conica är en snäckart som beskrevs av Lamarck. 1801. Emarginula conica ingår i släktet Emarginula och familjen nyckelhålssnäckor. Inga underarter finns listade i Catalogue of Life.